# NHK에 어서 오세요!
《NHK에 어서 오세요!》(일본어: NHKにようこそ!)는 다키모토 다쓰히코의 장편 소설로, 2001년 1월 29일부터 같은 해 4월 29일까지 인터넷 사이트 Boiled Eggs Online에 연재되었다가 2002년 1월 가도카와 서점에서 단행본으로 출간되었고, 2005년 6월에는 가도카와 문고에서 문고본으로도 출간되었다. 아베 요시토시의 표지 일러스트가 수록되어 있고, 책 내부에는 삽화가 없다.

## 개요
제목의 NHK는 일본의 공영 방송사인 ‘일본방송협회(日本放送協会, Nippon Hoso Kyokai)’가 아닌 ‘일본 히키코모리 협회(日本ひきこもり協会, Nihon Hikikomori Kyokai)’의 머리글자이다. 대학교를 중퇴한 히키코모리 사토 타츠히로(佐藤達広)와 그를 구하는 것이 목적이라고 밝히고 있는 소녀 나카하라 미사키(中原岬)를 중심으로, 히키코모리의 갈등을 과장되게 그렸다. 작중에서 대학교 중퇴나 탈법 약물 복용 등 주인공의 설정은 히키코모리였던 작가 자신의 체험을 반영한 것이다.
오이와 켄지(大岩ケンヂ, おおいわ ケンヂ)의 작화로 만화화되어 《월간 소년 에이스(月刊少年エース)》 2004년 2월호부터 연재를 시작해 2007년 7월호를 끝으로 마무리되었다. 초반에는 원작 소설을 만화화하는 데 중점을 두었으나 후반부터는 만화판 고유의 이야기로 진행된다. 만화판에서는 화별 소제목을 ‘~에 어서 오세요!’식으로 적고 있는데, 이 표기 방식은 애니메이션판에서도 사용된다.
2006년에는 전반은 만화판을, 후반은 소설판을 원작으로 하는 TV용 애니메이션으로도 만들어졌는데, 애니메이션판의 제목은 《N·H·K에 어서 오세요!(N・H・Kにようこそ!)》로, 알파벳에 가운뎃점을 찍어 표기했다.
한국어판의 제목은 만화판의 표지에는 ‘NHK에 어서오세요!’로 표기하는 한편 소설판 표지에는 ‘N.H.K.에 어서 오세요’로 표기하고 있다. 그러나 만화판과 소설판 모두 출판사 홈페이지 등에는 ‘NHK에 어서 오세요’로 표기하고 있다.

## 서지정보

### 소설
- 《NHK에 어서 오세요》

2006년 5월. 현정수 번역, 학산문화사. 323쪽, ISBN 8952984889

### 만화
- 《NHK에 어서오세요!》

1. 2005년 4월. 177쪽, ISBN 8952967852
2. 2005년 5월. 193쪽, ISBN 8952969006
3. 2005년 9월. 193쪽, ISBN 8952974123
4. 2006년 3월. 194쪽, 한정판 ISBN 8952978625, 일반판 ISBN 8952978617
5. 2006년 9월. 191쪽, ISBN 8952986776
6. 2007년 5월. 191쪽, ISBN 9788952993090
7. 2007년 9월. 193쪽, ISBN 9788952999511
8. 2008년 1월. 191쪽, ISBN 9788925804682

학산문화사.

## 등장인물
사토 타츠히로(佐藤達広, さとう たつひろ)
※ 목소리 출연 - 고이즈미 유타카(小泉豊, こいずみ ゆたか) 이주창
대학교를 그만두고 히키코모리 4년차가 된 스물두 살의 자칭 ‘마스터 오브 방구석 폐인(マスターオブひきこもり)’. 거짓말에 거짓말을 보태 결국 들키고 마는 타입. 탈법 약물을 복용해 가전 기기와 대화를 나누는 등의 환각을 경험하기도 한다.
고등학교 후배 야마자키 카오루와 재회해 에로 게임 제작에 의기투합하게 된다. 야마자키와 만난 이후로 로리콘이나 오타쿠가 되기도 한다.
닉네임은 ‘SA10’. 읽으면 사토(サトー → 佐藤).
나카하라 미사키(中原岬, なかはら みさき)
※ 목소리 출연 - 마키노 유이(牧野由依, まきの ゆい) 여민정
사토 타츠히로를 히키코모리에서 탈출시켜 주겠다며(일명 ‘프로젝트’) 접근한 수수께끼의 미소녀. 열여덟 살이지만 학교에 나가지 않고 숙모의 종교 권유를 따라다니다 사토를 보게 된다. 만화판에서는 뒤늦게 학교에 돌아간다.
관심을 끌기 위해 무리한 설정을 만들기도 한다. 사토 타츠히로가 프로젝트에서 도망치려 할 때마다 저지하려 하지만 딱히 방법을 생각해 놓지 않아 때로는 극단적인 행동에 이르기도 하는 얀데레 캐릭터.
작품마다 설정이 약간 다르다.
야마자키 카오루(山崎薫, やまざき かおる) 전태열
※ 목소리 출연 - 사카구치 다이스케(阪口大助, さかぐち だいすけ)
사토 타츠히로의 고등학교 후배. 중학생 시절 괴롭힘 당하는 것을 사토가 구해주었다. 스물한 살이 된 작중의 현재에는 오타쿠에 로리콘이 되어 사토의 옆방에 살면서 커다란 음량으로 애니메이션 음악을 틀어놓는다. 사토를 에로 게임 제작에 끌어들인 장본인.
요요기 애니메이션 학원(夜々木アニメーション学院, 애니메이션판에서는 伐々木デザイナー学院)에 다니며, 본가는 홋카이도에서 농사를 짓고 있어 귀향해 가업을 잇기를 바라는 부모와 다툼을 벌이기도 한다.
연애관에 관한 설정이 작품에 따라 조금씩 다르다.
카시와 히토미(柏瞳, かしわ ひとみ)
※ 목소리 출연 - 고바야시 사나에(小林沙苗, こばやし さなえ) 전숙경
사토 타츠히로의 고등학교 선배로, 약물의존증과 자해하는 버릇이 있다. 소설판에서는 직업이 없지만 만화판에서는 공무원이며, 대학교 선배 죠우가사키(城ヶ崎)와 결혼한다(죠우가사키는 만화판에서 미사키가 다니는 학교의 상담 교사로, 소설판에서는 이름조차 등장하지 않는다). 사토를 꾀어 불륜 관계를 맺으려 하기도 한다. 애니메이션판에서는 스즈키의 알토 래핀(ALTO Lapin)을 모는 것으로 설정되어 있다.
닉네임은 ‘*HANA(하나하나)’.
아래의 캐릭터들은 소설판에는 등장하지 않는다.
코바야시 메구미(小林恵, こばやし めぐみ) 유지원
※ 목소리 출연 - 하야미즈 리사(早水リサ, はやみず りさ)
사토 타츠히로의 고등학교 동급생. 고등학교때 성실한 반장이었기 때문에 사토는 코바야시 메구미를 ‘반장’이라고 부른다. 고등학교 졸업 이후 ‘마이 웨이(マイウェイ)’라는 다단계 판매 회사의 판매원이 된다.
중증의 히키코모리 오빠가 있다.
코바야시 시로/유이치(小林四郎, こばやし しろう/小林友一, こばやし ゆういち)
※ 목소리 출연 - 타케모토 에이지(竹本英史, たけもと えいじ) 방성준
코바야시 메구미의 오빠로, 사토 타츠히로보다 심한 히키코모리이다.
만화판의 이름은 시로, 애니메이션판의 이름은 유이치이다.
사토와는 온라인 게임에서 알게 된다(닉네임 ‘토로토로(トロトロ)’). 히키코모리에서 탈출까지의 과정이 작품마다 다르다.
미도리카와 나나코(緑川七菜子・緑川菜々子, みどりかわ　ななこ) 유지원
※ 목소리 출연 - 시시도 루미(宍戸留美, ししど るみ)
만화판의 이름은 菜々子, 애니메이션판의 이름은 七菜子.
요요기 애니메이션 학원 성우과에 다닌다. 쓴데레 캐릭터.
히키코모리 성인(ひきこもり星人, ひきこもりせいじん)
※ 목소리 출연 - 마쓰자키 아키코(松崎亜希子, まつざき あきこ), 가타카이 가오루(片貝薫, かたかい かおる), 시오야 요쿠(塩屋翼, しおや よく)
만화판·애니메이션판의 마스코트로, 사토 타츠히로의 망상의 산물.